# Sáska (település)
Sáska község Veszprém vármegyében, a Tapolcai járásban. A település eredetileg Szent István magyar király korától az 1950-es megyerendezésig Zala vármegyéhez tartozott.

## Fekvése
Sáska a Déli-Bakony nyugati részén, az Agár-tető lábánál helyezkedik el, Tapolcától 8 kilométerre. Zsáktelepülés, közúton csak Zalahaláp irányából érhető el, a 7317-es útból ott kiágazó 73 117-es úton, amely a település déli részén ér véget. (Az autóbusz-közlekedés kiszolgálása miatt országos közútnak minősül még, 73 118-as számmal, a falu északi részébe vezető útszakasz is.)
A falu gyönyörű természeti környezetben fekszik; a települést körülvevő erdők-mezők pihentető sétákra, kirándulásra adnak lehetőséget.

## Története
A települést először 1385-ben említik, mint a Gyulaffy-család birtokát. A falu templomát IV. Béla szentelte fel 1250-ben.

## Közélete

### Polgármesterei
- 1990–1994: Hoffman Ferenc (független)[4]
- 1994–1998: Kovács Nándor (független)[5]
- 1998–2002: Holczbauer Jenő (független)[6]
- 2002–2006: Kovács Nándor (független)[7]
- 2006–2010: Kovács Nándor (független)[8]
- 2010–2014: Kovács Nándor János (független)[9]
- 2014–2019: Kovács Nándor János (független)[10]
- 2019–2024: Horváth Bence (független)[11]
- 2024– : Horváth Bence (független)[1]

## Népesség
A település népességének változása:
| Lakosok száma | 289  | 290  | 280  | 280  | 273  | 255  | 246  |
|               | 2013 | 2014 | 2015 | 2021 | 2022 | 2023 | 2024 |

A 2011-es népszámlálás során a lakosok 95,8%-a magyarnak, 5,9% cigánynak, 0,7% németnek mondta magát (4,2% nem nyilatkozott; a kettős identitások miatt a végösszeg nagyobb lehet 100%-nál). A vallási megoszlás a következő volt: római katolikus 79,6%, református 2,8%, felekezeten kívüli 6,9% (9,7% nem nyilatkozott).
2022-ben a lakosság 92,7%-a vallotta magát magyarnak, 1,1% németnek, 0,7% görögnek, 0,4% cigánynak, 3,3% egyéb, nem hazai nemzetiségűnek (7% nem nyilatkozott; a kettős identitások miatt a végösszeg nagyobb lehet 100%-nál). Vallásuk szerint 50,2% volt római katolikus, 3,3% református, 0,7% evangélikus, 3,7% egyéb keresztény, 10,3% felekezeten kívüli (31,9% nem válaszolt).

## Nevezetességei
A község nyugati szélén találjuk a román kori katolikus templomot, mely a tatárjárás során lerombolt kápolna helyén áll. A templomot 1250-ben Sarlós Boldogasszony napján, Szent Imre tiszteletére szentelték fel.Az I-II világháborúban hősi halált halt lakosokról a templomnál elhelyezett tábla emlékezik meg.
A Zalahaláp felé vezető út mellett található a provinciális stílusú Nepomuki Szent János szobor, melyet 1892-ben állítottak.
A környező erdő régen a királyok kedvelt vadászterülete volt. Sétákra, kirándulásokra kitűnően alkalmas.
Itt áll a „Kőember”, amit a legenda szerint egy szerzetes faragott, hogy utat mutasson a vándoroknak.
Az idelátogatóknak érdemes megnézni a védett műemlék Tájházat, melyben helytörténeti kiállítást rendeztek be.
A település két kiemelt rendezvénye a szüreti felvonulással egybekötött Falunap, valamint a Szent Imre napi búcsú.

## Külső hivatkozások
- Európai borutak portál[halott link]
- Sáska az Iránymagyarországon